# Paloma Sánchez-Garnica
Paloma Sánchez-Garnica   (Madrid, 1 d'abril de 1962) és una escriptora madrilenya. Llicenciada en Dret i Geografia i Història, ha publicat la majoria de les seves novel·les amb l'Editorial Planeta entre les quals hi ha El gran Arcano (2006), El alma de las piedras (2010) i La sonata del silencio (2012), que va ser convertida en sèrie per TVE. El 2016 va publicar Mi recuerdo es más fuerte que tu olvido que va rebre el premi Fernando Lara de novel·la. El 2019 va publicar La sospecha de Sofia. El 2021 va quedar finalista en el premi Planeta per la novel·la Últimos días en Berlín, proposada al premi sota el títol Hijos de la ira. El 2024 va guanyar el premi Planeta amb la novel·la Victoria.

## Obres
- El gran arcano (2006)
- La brisa de Oriente (2009)
- El alma de las piedras (2010)
- Las tres heridas (2012)
- La sonata del silencio (2014)
- Mi recuerdo es más fuerte que tu olvido (2016), Premi Fernando Lara
- La Sospecha de Sofía (2019)
- Últimos días en Berlín (2021)
- Victoria (2024), Premi Planeta 2024